# Greenpeace (loď)

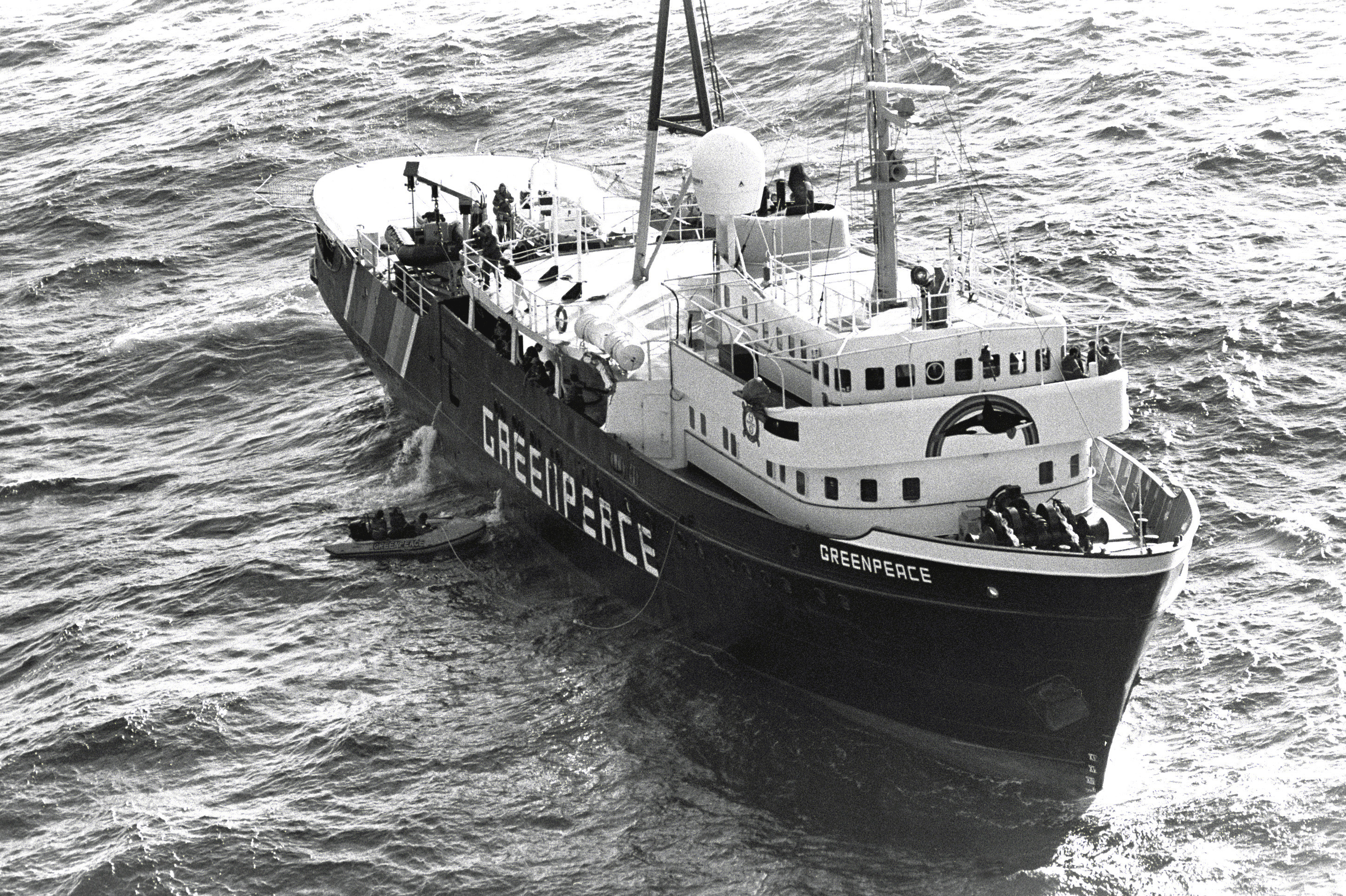
Loď Greenpeace (1989)

Greenpeace byla motorová loď, kterou do roku 2001 používala mezinárodní ekologická organizace Greenpeace
Loď byla postavena v roce 1959 a Greenpeace ji v roce 1985 pod názvem MV Maryland koupila od Maryland Pilotage Company. Pro kampaně ji Greenpeace používalo až do roku 2001, kdy ji nahradila MV Esperanza.